# Царство България
Царство България е официалното наименование на българската държава от 5 октомври 1908 до 15 септември 1946 г.
След Освобождението през 1878 г. България е вписана в Берлинския договор като „автономно трибутарно княжество“. Въпреки че Учредителното събрание не вписва васалната зависимост от Османската империя в Търновската конституция, тя е факт според актовете на международното право. Същевременно по дипломатически и политически път редица български правителства успяват да заобиколят разпоредбите на Берлинския договор по отношение на зависимостта от Високата порта.
В началото на XX век нараства напрежението по българския национален въпрос. Все по-вероятна изглежда война между България и Османската империя. Тъй като международното право не допуска война между васал и сюзерен, България търси повод да отхвърли зависимостта. Удобен повод се появява през есента на 1908 г. и в крайна сметка на 22 септември същата година България обявява независимостта си – Фердинанд I прочита тържествен манифест в старата столица Търново. С последващата промяна на Търновската конституция титлата на Фердинанд е променена от „княз“ на „цар“ и съответно официалното наименование на държавата – от „Княжество България“ на „Царство България“.
Краят на Царство България настъпва след окупацията на страната от съветски войски и идването на власт на Отечествения фронт на 9 септември 1944 г. А на 8 септември 1946 е проведен референдум (в условията на чужда окупация) за промяна на формата на държавно управление. Според официални резултати от 4 509 354 гласоподаватели, в референдума участват 4 132 007 гласоподаватели (91,63%), като 92,72% от гласувалите са за народна република. В историческата литература този факт се регистрира като „над 92% гласуват за народна република“. И до днес съществуват съмнения, че този референдум е фалшифициран. В съответствие с тези резултати, на 15 септември 1946 г. е провъзгласена Народна република България. През 1947 г. Шестото велико народно събрание приема първата Конституция на Народна република България.

## Предпоставки
Берлинският договор от 1878 г. определя Княжество България като васално на Османската империя, което затормозява стопанското развитие на страната и ограничава възможностите ѝ в международните отношения. Мирните споразумения задължават българското княжество да се съобразява с режима на капитулациите, наложени от Великите сили на Османската империя, който налага преференциален внос на европейските промишлени стоки и обрича развитието на българското вътрешно производство. Затова след постигането на Съединението на Източна Румелия с Княжество България усилията на българския политически елит се насочват към обявяване на независимост.
Благоприятни условия за това настъпват едва през септември 1908 г. Тогава вниманието на Великите сили е насочено към френско-германския спор за Мароко, а Австро-Унгария се готви да анексира Босна и Херцеговина. В същото време в Османската империя се изостря конфликтът между султан Абдул Хамид II и младотурците, което води до преврат и установяване на младотурско правителство. По жп линията Одрин – Белово избухва стачка. Правителството на Александър Малинов използва момента и конфискува жп линията. В нощта срещу 22 септември министър-председателят на България посреща българския княз на яхтата „Хан Крум“ край Русе. От там цялото българско правителство и Фердинанд I поемат към Търново, където трябва да обявят Независимостта на България.
Турция, а след нея и Великите сили признават независимостта на България през месец април 1909 г. С провъзгласяването на независимостта на България се издига международният авторитет на страната и тя се превръща в равноправна на другите европейски държави.
На 22 септември 1908 г. в Търново е обявена независимостта на новото Царство България.
България става царство и пълноправен участник в международните отношения, княз Фердинанд приема титлата „цар на българите“. С постигането на независимост се изостря българският национален въпрос.

## Ера на Фердинанд I (1887 – 1918)
На 9 юни 1911 г. в Търново е свикано V велико народно събрание, с цел промени в Конституцията, позволяващи разширяване на правомощията на монарха (чиято титла официално е променена от княз на цар), за сметка на тези на Народното събрание.

### Балкански съюз и Балканска война (1912 – 1913)
Сериозен опит за антиосманска коалиция – така нареченият Първи балкански съюз, е направен още през 1860-те години, по инициатива на сръбския княз Михаил Обренович. След възстановяването на българската държава (1878) Белград и Атина са принудени да съобразяват с нея плановете си за териториално разширение. В началото на 1890-те години гръцкият политик Харилаос Трикупис се опитва да обедини Гърция, Сърбия, България и Румъния в съюз срещу Османската империя, но планът му за подялба на Македония е отхвърлен от кабинета на Стефан Стамболов. Сходни предложения от сръбска и гръцка страна са отхвърлени от България през 1897.
В първите години на XX век противоречията между България, Сърбия и Гърция по македонския въпрос се изострят. Белград има претенции за т. нар. „Стара Сърбия“ (Косово и Северна Македония, някогашни средища на царството на Стефан Душан), а Атина – не само към земите с етническо гръцко население (Епир, Южна Македония), но и към общините, подопечни на Цариградската патриаршия. Всяка от двете страни развива въоръжена пропаганда, за да прокара влиянието си в районите, които иска да присъедини (виж статиите Гръцка въоръжена пропаганда в Македония и Сръбска въоръжена пропаганда в Македония) и това води до скрит сблъсък с България, която поддържа четите на ВМОРО.
Първия тласък за създаването на Балканския съюз дава анексията на Босна и Херцеговина от Австро-Унгария от 23/24 септември 1908. Под заплахата от военен конфликт с австро-унгарците и Германия, Русия е принудена да признае анексията без да добие компенсации за себе си и за съюзниците си Сърбия и Черна гора. Понеже руската армия все още не е подготвена за война с Централните сили, Санкт Петербург се заема да създаде съюз между балканските държави, който да възпрепятства по-нататъшното разширение на Австро-Унгария в региона.
На 29 февруари 1912 г. България и Сърбия сключват военен съюз, насочен срещу Австро-Унгария, Румъния и Османската империя. В тайно приложение към договора двете страни си разпределят териториалните завоевания от предстоящата война срещу турците. В Северозападна Македония е очертана спорна зона. Решението на кого ще принадлежи тя е оставено на руския император като арбитър между София и Белград. Българо-сръбското споразумение е последвано от интензивни преговори между България и Гърция с британско посредничество. За сближението между двете страни допринася преследването на българи и гърци в Османската империя от страна на младотурския режим. На 16 май министър-председателят Иван Евстратиев Гешов и гръцкият пълномощен министър в София Димитриос Панас подписват съюзен договор срещу Османската империя. Договорът оставя неуреден спора между двете страни за властта над Южна Македония и Солун.
През август 1912 г. е сключена българо-черногорска спогодба, с която Черна гора се съгласява да започне бойните действия преди останалите съюзници и в замяна на това получава парична помощ от България. Балканският съюз е оформен окончателно на 23 септември със споразумение между Черна гора и Сърбия.
Последвалата Балканска война носи огромни успехи за балканските съюзници – за няколко месеца поставят на колене Османската империя. След зациклянето при Чаталджа българската армия спира устрема си към Цариград, но падането на Одрин принуждава империята да търси мир. Лондонският мирен договор дава на балканските съюзници всички земи зад линията Мидия-Енос, което изглежда като окончателно решение на българския национален въпрос, но някои нерешени въпроси като подялбата на Македония и размера на военните репарации водят до разрив между балканските страни.

### Междусъюзническа война (1913)
Седмици след първото примирие на Първата балканска война и още преди началото на преговорите за мир в Лондон през ноеммври 1912 г. между балканските съюзници се поражда напрежение, свързано с разпределението на завоюваните вече територии. Сърбия и Гърция сключват таен договор за признаване на придобитите си територии от войната, към когото привличат и Черна гора. Неуспешни опити за съюз срещу България са направени с Румъния и Османската империя. Цар Фердинанд I обаче се надява на омекване от страна на Сърбия и Гърция при една атака от страна на България и заповядва атака на сръбските позиции в „спорната зона“ на Македония.
Бойните действия избухват в след безуспешен опит на 2-ра и 4-та българска армия в нощта на 16 срещу 17 юни да изтласкат сръбските и гръцките войски от оспорваните територии. След ожесточени боеве при Кочани и Кукуш в първите дни на войната българите са принудени да отстъпят на изток покрай Брегалница и на север покрай Струма. В стремежа си към териториално разширение за сметка на България на 28 юни Румъния се включва в конфликта на страната на нейните противници. На 6 (19) юли се намесва и Османската империя, чиито войски преминават граничната линия Мидия–Енос и завземат Одрин. В резултат на сраженията при Калиманци и Кресненския пролом настъплението на сърби и гърци в Македония е спряно, но междувременно румънските войски прекосяват Дунав, достигат околностите на София и принуждават българското правителство да иска примирие.
С Букурещкия мирен договор от 28 юли България е принудена да отстъпи на бившите си съюзници по-голямата част от Македония, а на Румъния – Южна Добруджа. Сърбия и Гърция затвърждават и разширяват придобивките си от Първата балканска война, в резултат на което почти удвояват териториите си. С Цариградския договор Османската империя си връща Източна Тракия. Населението в завладените земи е подложено на етническо прочистване, стотици хиляди българи, гърци и турци са принудени да напуснат домовете си в Македония и Тракия.

Мирните договори не решават противоречията между балканските страни, а дори значително задълбочават проблема с българите в Македония и претенциите на България към Вардарска Македония. Самият Едуард Грей (външен министър на Великобритания 1905 – 1916) отбелязва: 
| „ | всеки мир на Балканите бе невъзможен, докато Букурещкият договор съществуваше | “ |

Значителните разходи и жертвите, дадени във войната, засилват тяхната икономическа и финансова зависимост от големите европейски държави. С избухването на Първата световна война (юли 1914 година) военните действия на Балканите са подновени.

### България в Първата световна война (1915 – 1918)
Участието на България в Първата световна война включва бойните действия на Царство България в Първата световна война, обхващащи периода от 14 октомври 1915 година, когато Царство България обявява война на Кралство Сърбия, до 29 септември 1918 година, когато със Солунското примирие страната капитулира.
Дълго време страната е убеждавана и от двете главни сили (Антантата и Тройният съюз) да се включи във войната. Двете основни сили в конфликта предлагат различни придобивки за страната – Антантата предлага земите източно от линията Мидия-Енос и безспорната зона в Македония. Централните сили, за които е жизненоважно да задържат България, предлагат цяла Южна Добруджа, безспорната зона, заедно с цяла Сръбска Македония и Егейска Македония. Така в крайна сметка България застава на страната на Тройния съюз, с което Съюзът си осигурява изключително силен и важен партньор на Балканите. За разлика от България, всички други балкански страни, с изключение на Османската империя, са част от Антантата. След поредица от успешни сражения срещу сърбите и гърците българската администрация заема цяла Вардарска Македония със Сярска област, а на 1 септември 1916 г., Царство България обявява война на Румъния. Българските и турските войски разгромяват подкрепяната от руски и сръбски сили румънска армия в Добруджа. Впоследствие български и турски части преминават Дунав и съвместно с войските на останалите съюзници превземат румънската столица Букурещ.
Постепенно икономиката на страната се изтощава и става нагледно, че България не е готова да издържи на една продължителна война. Не достигат боеприпаси, облекло и храна на войниците и засилващият се натиск от страна на Антантата води до големи загуби на жива сила, въпреки че все още българите държат позициите си в Македония и Румъния. Положението се влошава през септември 1918 г., когато съюзническите сили правят пробив при Добро поле, което става и повод за Владайското въстание. Български войници отказват да воюват, вдигат бунт и се оттеглят, като в своя протест достигат до столицата. Причината за този бунт е изнемощялата икономика на страната. Войската е принудена да живее от изключително мизерни дажби храна. Когато войниците се връщат от фронта, изпокъсани, осакатени, изтормозени и паднали духом, точно тогава се ражда идеята за надигането с цел София. Бунтът е потушен, което всъщност е и началото на края на войната за България. Цар Фердинанд I абдикира.
България е първата държава, която подписва примирие на 29 септември 1918 г. Войната е изгубена, а в резултат на подписаните впоследствие договори страната е принудена да изплаща милиони франкове репарации на страните победителки. България преживява нова национална катастрофа. Веднага след България, на 3 октомври, Германия и Австро-Унгария се обръщат към президента на САЩ за примирие. Австрия и Унгария решават да подпишат две отделни примирия и така слагат край на Империята и Първата световна война.

### Абдикация (3 октомври 1918)
След пробива при Добро поле в Южна Македония, Солунското примирие и капитулацията на България на 30 септември, принуден от обстоятелствата, цар Фердинанд абдикира – на 3 октомври 1918 г. – в полза на сина си княз Борис Търновски (или цар Борис III) и напуска страната.

## Ера на Борис III
На 3 октомври 1918 г. цар Фердинанд I поема вината за поредната национална катастрофа и абдикира в полза на най-големия си син – престолонаследникът Борис Сакскобургготски, който приема името Борис III.

### Ньойски договор (1919)
Ньойският договор е договор между България и страните от Антантата, поставя край на участието на България в Първата световна война (вж. Версайска система от договори). Подписан е от българска страна от министър-председателя Александър Стамболийски на 27 ноември 1919 г. в кметството на парижкото предградие Ньой сюр Сен.
През лятото на 1919 г. парламентът изпраща българска делегация при Парижката конференция на страните, победили във войната. Първите държавни мъже на България пътуват и пристигат подобно на военнопленници. Пътуват осем дни с влак за Париж без никакви удобства, като трябва да минат тъкмо през Белград, пазени през цялото време от офицери и няколко батальона сенегалски войници. Пристигат в Париж на 27 юли и в продължение на два месеца не им е било разрешено да излизат от хотел „Шато дьо Мадрид“ без специални разрешения издавани със записване ден по-рано.
В началото на март започват заседанията на комисията, която се занимава с Добруджанския въпрос, с румъно-българската и българо-сръбската граница. В средата на април става известно, че на конференцията, на която ще се подпише предварителният договор, няма да бъдат поканени делегати от България, Австрия и Турция.
В началото на юни румънски, сръбски и гръцки делегати подготвят условията за мирния договор с България, за да ги предоставят на Съвета на четиримата. В София достигат слухове, че България ще загуби в полза на Гърция придобивките си от Балканската война. Става все по-ясно, че от Българите ще бъдат отнети всички завоювани с цената на неизброими жертви територии. Нещо повече, под въпрос е дори опазването на старите, отпреди войната, граници на държавата. На 18 юни цар Борис III издава указ да се поправят разрушените стари погранични постове.
В Париж сръбската делегация обнародва меморандум, с който иска поправка на границата с България. Тази поправка предвижда към Кралство Сърбия да бъдат присъединени Видин, Белоградчик, Цариброд, Трън, Босилеград, Кюстендил, Струмица и Петрич – не само от „стратегически“, но и от „национални“ съображения.
Представителите на САЩ се противопоставят на такова отмъстително третиране на победените опасявайки се, че то ще предизвика нова световна война (както и става в 1939 г.). Президентът Удроу Уилсън настоява да се зачита прогласеният от него принцип за етническо самоопределение на териториите при следвоенното устройство, дори българска граница по линията Мидия-Родосто твърдо е подкрепена от САЩ, но Франция и Великобритания отхвърлят разумния подход на САЩ, в отговор на това президентът напуска конференцията и оставя само някои свои служители да участват в нея.
На 19 септември сутринта, в 10 часа и 25 минути, в министерството на външните работи на Франция Клемансо връчва официално на Българската делегация условията за мир. В 25-дневен срок Българската страна трябва да представи своите писмени възражения на Върховния съвет, който, след като ги разгледа, ще определи нов срок за окончателния общ договор на България.

### Деветоюнски преврат (1923)
Разочарованието на обществото от буржоазните партии, довели до поредната национална катастрофа, слага на власт правителство на БЗНС. Оглавеният от Александър Стамболийски кабинет започва енергични реформи – извършена е поземлена реформа, въведена е задължителна трудова повинност, опростен е правописът и е въведено задължително образование до осми клас. Във външен план земеделците се стремят към затопляне на отношенията с балканските държави и Запада. Управлението на БЗНС минава към авторитаризъм поддържан от т.нар. Оранжева гвардия, която установява земеделска диктатура. Силно се изострят и отношенията с военните и ВМРО – първите заради отнетите привилегии и масови съкращения, а вторите поради войната на земеделците с македонската организация.
Недоволни от наложилите се условия няколко буржоазни партии се обединяват в партията Конституционен блок. На първия ѝ конгрес, обаче БЗНС организира събиране на селяни, които със сила разгонват политиците. По-късно мнозина от тях са осъдени като виновници за националните катастрофи.
Народният сговор, Военният съюз и ВМРО се обединяват за започване на действия срещу Земеделския съюз и се взима решение за преврат.
В ранната сутрин на 9 юни генерал Лазаров и Дамян Велчев повеждат метежниците от Военното училище и гарнизона на София и завземат всички стратегически точки на града. Арестувани са земеделски министри и 700 оранжеви гвардейци.
В резултат на преврата е свалено правителството на Александър Стамболийски и е образувано ново – начело с Александър Цанков.
В преврата активно участват и автономистите от ВМРО. ВМРО премахва и Райко Даскалов (убит на 23 август), подобно на други земеделски водачи, и сътрудничи на Цанков срещу левицата.
На отделни места има опити за съпротива от страна на земеделски активисти и отделни групи доброволно присъединили се към тях комунисти, останали в историята като Юнско въстание. Най-мащабна е дейността на въстаниците в Плевенско и Шуменско. Почти цял Плевен е завзет. Въстанието обаче няма организиран характер, единно ръководство и повсеместен обхват, което спомага за смазването му от правителствените гарнизони.
Ръководството на БКП отказва да се намеси в защита на сваленото земеделско правителство, заемайки „позиция на неутралитет“. ЦК на БКП преценява, че става дума за уреждане на сметки между селската и градската буржоазия.
В Славовица (Област Пазарджик), където се намира и Стамболийски, се събират стотици въоръжени селяни от околните села и под негово ръководство на 10 юни се разполагат в околностите на Пазарджик. Комунистите от града обаче отхвърлят предложението на министър-председателя за съвместни действия срещу местния гарнизон. Стамболийски не издава заповед за нападение, понеже му е ясно, че силите са неравни, а надеждата за подчинение на местния гарнизон на вече бившия министър-председател не се осъществила. За да не се превърне обсадата на Пазарджик в кървав погром, Стамболийски разпорежда на 11 юни селяните да се разпръснат. Самият той в продължение на три дни се крие от село на село, докато е предаден от селяни на село Голак, заловен е и малко по-късно зверски умъртвен от активисти на ВМРО.
Под натиска на Коминтерна, в БКП се засилва мнението, че партията трябва да се противопостави на превратаджиите. Обявява се курс към въоръжено въстание, планирано за септември 1923 г. (Септемврийското въстание).

### Септемврийско въстание (1923)
По отношение на Деветоюнския преврат и последвалото го Юнско въстание ръководството на БКП заема позиция на неутралитет, тъй като смята случващото се в страната за „борба за власт между градската и селската буржоазия“. Тази позиция е плод на схващанията на старите дейци на партията, начело с Димитър Благоев и Тодор Луканов, които смятат, че в България не е назряла революционна обстановка. Те са противници на такъв радикален курс на борба, поради това че БКП е легална и парламентарно представена партия. В XIX ОНС партията има 50 депутати и е втората политическа сила след БЗНС. Политическият опит и мъдрост на създателя на социалистическото движение в България Димитър Благоев, го кара да се противопостави на каквито и да било прибързани революционни действия на левите комунисти в БКП, което би поставило партията извън закона и в политическа изолация за дълги години.
Въстанието избухва първо в Казънлъшко, след което минава в други места като Лом, Фердинанд, Берковица, Враца, Видин. След заминаването на Димитров и Коларов за Северозападна България, в София не се предприемат подготвителни мерки за въстание. Причината за това е, че софийската организация на БКП е доминирана от привърженици на легалната съпротива срещу режима на Цанков. В крайна сметка е организиран военнореволюционен комитет в състав Антон Иванов, Димитър Гичев и Тодор Атанасов, но той е разкрит и членовете му са арестувани още на 21 септември. Неизбухването на въстанието в София позволява на правителството да използва силните военни части, съсредоточени там срещу въстаниците в други части на страната.
Въстанието избухва в ограничен мащаб в Ихтиманско и Самоковско, както и в отделни села в околностите на София и Пирдоп. Завзети са Ихтиман и Костенец, но въстаниците са бързо разгромени от силни войски, дошли от София. На другите места в България правителствените войски се справят със зле въоръжените въстаници бързо и до 29 септември остават само малки чети, които се борят хаотично срещу правителствените войски.

### Деветнадесетомайски преврат (1934)
В парламентарните избори през юни 1931 г. Демократическият сговор претърпява поражение и отстъпва управлението на страната на коалицията Народен блок, съставен от различни по състав и интереси политически партии.
Възползвайки се от настъпилите разногласия и разцепления в Народния блок през пролетта на 1934 г., на 18 срещу 19 май същата година Военният съюз извършва държавен преврат.
Според Петър Хаджииванов, непосредствен участник в преврата, първоначалният план за провеждането му е предвиждал цар Борис III и семейството му да бъдат избити. За тази цел е подготвена група от протогеровисткия клон на Вътрешната македонска революционна организация, която трябвало да бъде пропусната в Двореца от офицерите от Военния съюз, охраняващи входовете към него под ръководството на подполковник Тодор Кръстев. В последния момент решението е отменено, като самият Хаджииванов е изпратен да предаде на Кръстев заповед да не допуска никого в двореца.
След преврата е съставено правителство с председател Кимон Георгиев.
Превратаджийското правителство е зле посрещнато от десните сили, които поради настъпилото разединение деградират до степен, в която не могат да му се опълчат. Още в първите дни на съществуването си новото правителство пристъпва към съществени преобразования във вътрешния живот на страната: отменя Търновската конституция, разпуска Народното събрание, забранява политическите партии, революционните организации и профсъюзите. Въвежда нова система в държавното управление: назначаване на кметовете от централната власт, създаване на държавни професионални организации (Български работнически съюз), създаване на Дирекция на обществената обнова и други. Благодарение на сръбските пари, раздавани щедро от Югославското посолство, набират скорост обществени движения – Българо-югославянското дружество и особено Студентското дружество за приятелство между Югославия и България. Навсякъде в страната се провеждат лекции и обсъждания, в които се пропагандира Балканска федерация от връх Триглав (дн. Словения) до Черно море, и от Бяло море до Дунав, със столица Белград, и Интегрална Югославия под династията Караджорджевич.
Поврат настъпва с Марсилските атентати и убийството на Александър I Караджорджевич. През 1935 г. цар Борис III заедно с офицери от Военния съюз успява да извърши контрапреврат и да накара Кимон Георгиев да подаде оставка. Назначено е временно правителство с председател Пенчо Златев. До смъртта си през 1943 г. царят запазва ръководната си роля в политиката.

### Личен режим (1935 – 1943)
След отстраняването на Кимон Георгиев, царят извършва няколко реформи. Възстановена е Търновската конституция, но не и забранените след преврата политически партии. Страната е управлявана с форма на парламентарен мажоритаризъм, контролиран от него. Министър-председателят и правителството са пряко назначавани от Борис III, а в страната се гради авторитаризъм. Въпреки това се провеждат парламентарни избори и съществува легална правителствена опозиция. В изборите през 1938 г. за първи път са дадени избирателни права на жените в България

### Крайовска спогодба (1940)
На 7 септември 1940 г. между Царство България и Кралство Румъния се сключва т.нар. Крайовска спогодба – уреждане на териториалните претенции на Царството към отколешните български земи в Южна Добруджа. Наложена е от Нацистка Германия, СССР и Италия, макар за осъществяването му да са съдействали всички велики сили, участващи във Втората световна война, с цел привличане на България в техните редици.
Условията на спогодбата налагат Румъния да върне на България Южна Добруджа („Cadrilater“ на румънски), както и да се осъществи обмен на населението от Северна Добруджа и Южна Добруджа. На 19 август 1940 г. протичат мъчителни и трудни преговори между двете държави. Румънската страна се стреми да направи възможно най-малки отстъпки, но в крайна сметка ѝ се налага да върне южната част на Добруджа на Царство България.

### България във Втората световна война (1941 – 1945)
След като армията на Нацистка Германия постига блестящи победи при разгрома на Франция, по-голямата част от Европа става пряко или непряко зависима от германците. През 1940 г. сключва Тристранния пакт по линията Рим-Берлин-Токио.
След началото на Итало-гръцката война, Гърция месеци наред оказва упорита съпротива на италианските дивизии в Албания. Това може да доведе до дебаркиране на значителни английски части в Гърция и откриването на нов европейски фронт. Очевидно интересите на Оста налагат с настъпването на пролетта, германските войски да преминат на юг, за да окажат помощ на ненадеждния си съюзник. Най-удобно за Германската армия е това да стане през територията на България, което засилва натиска за включване на страната ни в Тристранния пакт. В пореден опит за печелене на време управляващите в София настояват в пакта едновременно да влезе и Югославия. Основният им мотив е, че на границата с България гърците са изградили укрепената линия „Метаксас“, докато границата между Гърция и Югославия не е укрепена и оттам нападението ще бъде по-лесно. Едва след като в Белград потвърждават готовността си да се включат в Пакта и изхождайки от факта, че в Румъния е разположена германска армия, която няма дълго да чака България за коридор към Гърция, правителството решава да влезе в Пакта. На 1 март 1941 г. във Виена председателят на МС Богдан Филов подписва присъединяването на България към Тристранния пакт, като на България се обещава излаз на Бяло море от устието на р. Струма до устието на р. Марица.
При тези условия Германия започва война на 6 април, едновременно срещу Гърция и Югославия, подкрепена от Италия и Унгария, но без да си осигури военното участие България. Въпреки няколкото югославски бомбардировки София не реагира. Тя за пореден път избягва пряк военен сблъсък с мотива, че ще пази югоизточния фланг на атаката, където е концентрирана армията на неутралната Турция. След последвалия блицкриг резултатът е крах за Югославия и разгром на Гърция. Още преди 17 април, денят когато Югославия капитулира, българското правителство започва интензивни преговори с Германия и Италия за контрол над части от територията ѝ. В резултат на това на 18 април е постигнато политическо споразумение България да поеме контрола върху Поморавието и територията на Вардарска Македония до река Вардар, макар цар Борис III да настоява да получи по „историко-емоционални причини“ и части западно от тази зона (Охрид). Договорения преди това излаз на Бяло море от устието на р. Струма до устието на р. Марица като цяло се запазва. Отклонено е искането на България за Централна и Западна Егейска Македония. Все пак българите там създават по-късно своя автономистка организация – Охрана. Българската авиация в новоприсъединените земи е базирана на летищата: Ксанти, Бадем чифлик до Кавала, Седеш, Скопие, Ниш.
Така българските войски навлизат на 19 април (наречен Български Великден) в Югославия и на 20 април в Гърция и то без да се налага да води активни бойни действия. По този начин българското правителство, съгласувано с Германия и Италия, изпраща военни формирования в редица територии, населени с българи. Българската армия е посрещната на повечето места като освободителка, цар Борис III е обявен за „цар обединител“, а правителството повдига неимоверно своя престиж.
За въздигането на новоосвободените земи България увеличава бюджета си от 8,46 милиарда лева в 1940 г. на 14,39 милиарда в 1942 г. (1,7 пъти) и на колосалните 27,58 милиарда в 1943 г. (3,3 пъти) при относително еднакъв курс към долара през 1941 – 1944 г. С тези десетки милиарди на българския народ се преобразяват изостаналите под небългарско управление български области – построяват се нови училища, болници, гари, пристанища, железопътни линии, граждански и промишлени обекти, отводняват се блата, прокарват се пътища, изграждат канали за напояване на Сярското поле, корабостроителници в гр. Кавала и на о. Тасос, селищата се благоустрояват, залесяват се голите баири, оставени от чуждото управление.
Хитлер, след като укрепва позициите си на Балканите, започва поредната си военна кампания – срещу СССР. На 22 юни 1941 година войските на Вермахта преминават границите на СССР. Два дни след германското нахлуване Великобритания и Съединените щати обявяват, че ще подкрепят Съветския съюз. Така на 13 декември 1941 г. българският парламент под натиска на Оста приема декларация за обявяване на война на САЩ и Великобритания. Царство България обаче не обявява война на СССР и запазва пълни дипломатически отношения с него. Символичната война, обявена на Западните съюзници, впоследствие е повод за британско-американски бомбардировки не само над военни, но и над цивилни обекти в Дупница, София, Скопие, Стара Загора, Казанлък, Враца, Горна Оряховица и други български градове, които българската авиация брани с променлив успех.

### Смърт на царя (28 август 1943)
На 28 август 1943 г. цар Борис III умира и властта се поема от невръстния му син Симеон, провъзгласен за цар на българите под името Симеон II.

## Симеон II и край на Царство България

### Първи регентски съвет (8 септември 1943 – 9 септември 1944)
Поради малолетието на монарха, XXV ОНС избира тричленен Регентски съвет , който да изпълнява част от функциите на монарха. В Регентския съвет са избрани: професор Богдан Филов, княз Кирил Преславски и генерал-лейтенант Никола Михов. Съставът е подбран с намесата на Нацистка Германия продиктувана от конкретния политически момент и необходимостта за консолидиране на правителствените сили в условията на Втората световна война.
Регентският съвет полага клетва пред XXV ОНС на 11 септември 1943 г. Този акт е извършен в нарушение на Търновската конституция, според която само велико народно събрание може да избира регенти. Второ нарушение на Конституцията е изборът на княз Кирил – представител е на управляващата династия.
Регентският съвет е силно прогермански настроен и запазва близките отношения на България с Нацистка Германия и страните от Тристранния пакт до създаването на правителството на Константин Муравиев (2 септември 1944 г.). До идването на власт на Муравиевото правителство продължават и се засилват репресивните действия срещу нелегалната опозиция (в която влизат Отечественият фронт и съпротивителното движение на НОВА).

### Правителства на Багрянов и Муравиев и обявяване на война от СССР (1944)
През юни 1944 г. Иван Багрянов оглавява 61-вото правителство на България; целта е да се търси примирие с Великобритания и САЩ. Повишени са цените на земеделските продукти, закрита е Дирекцията на пропагандата. На 3 август жандармерията, която воюва с партизаните, е премахната. Сформираното на 2 септември 1944 г. правителство на Константин Муравиев разпуска XXV обикновено народно събрание и профашистките организации. На 5 септември 1944 г. кабинетът скъсва дипломатическите отношения с Германия, но позволява на нейните войски да се изтеглят от страната. Същия ден под претекст, че правителството продължава да подкрепя Германия, СССР обявява война на България.

### Деветосептемврийски преврат (1944)
Насилствена промяна в държавната власт в България, извършена през нощта на 8 срещу 9 септември 1944 г. – свалено е правителството на Константин Муравиев и на власт идва правителство на Отечествения фронт, начело с Кимон Георгиев. Властта е завзета и по места от ОФ.

### Присъединяване към антихитлеристите (1944 – 1945)
След Деветосептемврийския преврат до 1945 г. България участва в заключителния етап на Втората световна война като част от Антихитлеристката коалиция.

## Стопанство
През целия период на съществуването си Царство България е икономически изостанала страна, чието развитие бива допълнително затруднено от войните и свързаните с Втората Балканска и Първата Световна войни териториални загуби и бежански вълни, а след 1913-та - и от блокадата на сухопътните си съседи, най-вече от страна Сърбия/Югославия, като последната й прегражда най-преките сухопътни пътища за връзка със стопански развитите Централна и Западна Европи, а . Към 1939 година, 73,5% от производствените приходи идват от селското стопанство, и 26,5% от промишленост и строителство. Над 82% от работната ръка през 1924 година е в земеделието, като този процент остава почти непроменен до 1945 година. Нестабилната политическа ситуация и вътрешните конфликти - нерядко подстрекавани, подпомагани и дори - провокирани от Русия/СССР и Сърбия/Югославия[източник? (Поискан преди 79 дни)] са причина царство България да е най-бедната, или сред най-бедните страни в Европа.
Две години след обявяването на независимостта – през 1910 година, брутният национален продукт (БНП–ППС) на глава от населението е $270, на последно място в Европа и на Балканите. Към 1938 той се покачва до $420, с което България изпреварва Югославия, Румъния, Полша, Португалия и разкъсваната от гражданска война Испания по този показател. Реалният БВП на глава от населението през 1939 година, приравнен към стойност на долара за 2011 година, е $2649 – третият най-нисък в Европа след Югославия и Румъния.

### Сектори
Производителността на селското стопанство е много ниска. Към края на 1930-те години средно на хектар в България се добива два пъти по-малко продукция, отколкото в развитите европейски страни, включително тези с по-лоши климатични или почвени условия от българските. Между 1934 и 1945, средната площ на обработваемата земя намалява от 0,5 до 0,4 хектара на стопанство. Към 1945 в страната има 1,2 милиона стопанства, като почти всички от тях са малки и неспособни да се самоиздържат. Единствено едрите стопанства увеличават площта си за същия период, но те притежават едва 2% от обработваемите земи. Разпокъсването на земите се дължи на семейните навици на унаследяване и нуждата да се осигури земя на нарастващото селско население. През 1930 година близо 50% от работната ръка в селското стопанство е безработна, а през зимата заетостта спада до 30%. По време на засегналата целия свят Голяма депресия Дефлацията и повишените данъци за обслужването на външния дълг довеждат до стопяване наполовина на общия доход на селското население между 1929 и 1933.
Индустриалният сектор е слаб и не играе значима роля в икономиката. Между 1895 и 1928 са предприети редица мерки за стимулиране на промишлеността, като безмитен внос на машини, данъчни облекчения и ниски цени за превоз. В периода между Първата световна война и Голямата депресия, най-вече между 1926 и 1929 година, промишлената продукция нараства двойно. Увеличението е главно при текстилните изделия, грънчарството и електроенергията; почти всички останали отрасли, включително мелничарските и хранително-преработвателни дейности, кожарството, дървопреработката и металодобива и металообработката отслабват. През 1930-те много от стимулиращите мерки са отменени, и на практика е забранено създаването на нови предприятия. Съществуващите продължават да са неконкурентни. Към 1941 в царство България има 3467 частни, 130 държавни и 275 кооперативни предприятия, средно с 26 работници и 110 конски сили двигателен капацитет. През същата година, 41,3% от индустрията се състои от дребни производства и занаятчийство, 54,6% от по-крупно производство, и 4,1% представлява строителни дейности. В международен план, България изостава между 10 и 16 пъти от водещите европейски промишлени страни.

### Дългове и репарации
След 1880 година често срещана международна практика става „ипотекирането“ на държавни данъчни приходи за погасяване на задължения към държавите кредитори. България не прави изключение и последиците от тези практики дават крайно отрицателно отражение върху суверенитета, стопанския и политическия живот на страната. Непосредствено след независимостта през 1908 година, царство България опитва да изтегли заем за развитие от Франция без подобни условия, но опитът е неуспешен. Австро-Унгария, противник на златния стандарт (за разлика от Франция), вижда в това възможност да наложи влиянието си на Балканите. Дойче банк, която подсигурява средствата за заема, настоява той да се обезпечи с приходите от българския тютюн. Вместо това Австро-Унгария изисква от Народното събрание да даде на Германия контрол върху българското промишлено развитие. На ръба на фалит след двете балкански войни и изправена пред разгарящата се Първа световна война, България приема офертата за заем от Централните сили. Условията, наложени от кредитора, довеждат до физическа саморазправа в Народното събрание.
Загубата на България в Първата световна война обезценява лева десетократно през 1918 година. Наложените репарации възлизат на 2,25 милиарда златни франка. Към 1921 година, дълговете и репарациите се равняват на 213% от брутния национален продукт (БНП). До 1925 те намаляват до 76,6% от БНП, главно благодарение на усилията на Александър Стамболийски, чието правителство договаря сваляне на общата сума на репарациите до 550 милиона франка през март 1923. В края на 1920-те години България тегли още два заема – Бежанският заем през 1926 и Стабилизационният заем през 1928.
През 1929 слабата реколта и настъпването на Голямата депресия стопяват валутните резерви на Българска народна банка с 60%, а приходите от износ спадат. След неуспешни политически маневри, българското правителство издава указ за преустановяване на дълговите плащания през април 1932, практически изпадайки в състояние на фалит по предвоенния дълг. Френските кредитори незабавно нареждат на представителя им в София да спре издаването на акцизни етикети и митнически печати, ограничавайки приходите на българското правителство. Спорът е решен с арбитраж пред Обществото на народите през юли, с постигнато разсрочване и намаляване на дълга. За сметка на това обаче суверенитетът на царство България е допълнително ограничен. Кредиторите получават правото да бъдат информирани преди прокарването на всеки нов икономически закон от Народното събрание; всяка нова икономическа политика трябва да се одобрява от четиричленен комитет с широки правомощия, включващ двама български представители. Почти се стига и до ситуация, в която кредиторите директно да управляват съставянето на българския държавен бюджет чрез свой представител. Съществува и проблем с вътрешна задлъжнялост – необслужваните селскостопански кредити, които възлизат на 10 милиарда лева, или 25% от БНП. Правителството на Никола Мушанов създава фонд за подпомагане на близо 1,2 милиона длъжници, който покрива 6,6 милиарда лева от дълга. Създава се и държавна институция за изкупуване на продукция – Храноизнос, целяща да стабилизира приходите на селяните.
С идването на Адолф Хитлер на власт в Германия през 1933, политическите позиции на френските и британските кредитори отслабват. България бързо влиза в икономическата орбита на Германия, която започва да изкупува голяма част от селскостопанската продукция без реципрочни изисквания за германски внос. Към 1937 година, близо 47% от износа на царство България е насочен към Германия. В края на 1930-те, до 60% от вноса и 57% от износа се осъществяват с Третия Райх. Франция и Великобритания облекчават кредитните условия в опит да се преборят с влиянието на Берлин, осигурявайки на цар Борис – вече автократ – известна свобода на действие в стопанските дела непосредствено преди Втората световна война. Разведряването довежда и до подем в индустрията, а търговията се централизира и поставя под държавен контрол, но неравенството между селото и града става все по-ясно изразено.

## Култура
Българската литература претърпява силно развитие през периода след Освобождението, и най-вече по време на царуването на Фердинанд. Националноосвободителните борби са преобладаваща тема през 80-те години на 19. век. Тази тема е най-ярко представена в творчеството на Иван Вазов, който през този период създава цикъла „Епопея на забравените“ и романа „Под игото“. Захари Стоянов пише своите мемоари „Записки по българските въстания“. Сходни естетически идеи имат техните продължители, представителите на народническата литература, Цани Гинчев, Михалаки Георгиев и др.
През 90-те години на 19. век българската литература възприема някои модерни за времето идеи. Техни носители са писателите и поетите около списание „Мисъл“ – д-р Кръстьо Кръстев, Петко Тодоров, Пенчо Славейков, Пейо Яворов. Те заявяват неудовлетвореността си от колективистичните патриотични стремежи на предишната епоха, олицетворени от Иван Вазов, и се насочват към универсални ценности. Литературната критика нарича това първо поколение на българския модернизъм „индивидуалисти“. В неговата среда се оформят и първите прояви на символизма в българската литература. Наред с Яворов, Теодор Траянов е разглеждан като основател на това течение, към което принадлежат Емануил Попдимитров, Димчо Дебелянов, Христо Ясенов и др.
Сред сътрудниците на „Мисъл“ е Алеко Константинов, авторът на най-популярната българска белетристична творба – „Бай Ганьо“. Въвеждането на модерните идеи в белетристиката е свързано с делото на Антон Страшимиров. В края на века започва своя писателски път и Елин Пелин.
През управлението на Фердинанд I творят художниците Иван Мърквичка, Владимир Димитров - Майстора, Александър Мутафов и др.
Архитектурата преживява разцвет. По поръчка на царя са построени дворците „Врана“ и „Царска Бистрица“, значителни доустройства са направени и по Царския дворец в София. Построени са големи обществени гради като Народен театър, първата сграда на съвременната Национална библиотека „Св. св. Кирил и Методий“. От чешките архитекти Адолф Вацлав Колар и Вацлав Прошек е построен Орлов мост, а в столицата са издигнати паметниците на Васил Левски и царя освободител Александър II.
Първите български театрални групи са основани през 1880-те години. По-късно се появяват първите професионални актьори и трупи. В тях участват Адриана Будевска, Константин Кисимов, Иван Данов, Олга Кирчева. Появяват се и много оригинални драматургични произведения.
Само десетина години след Освобождението израстват първите български композитори. Тези хора съчетават националните елементи на българската народна музика със съвременната музикална култура. Най-значителните между тях са Панчо Владигеров, Петко Стайнов, Любомир Пипков, Светослав Обретенов, Марин Големинов. Музикалното и оперното изкуство излизат напред с певци и певици, като Стефан Македонски, Христина Морфова, Михаил Попов, Михаил Люцканов и др. Модерната музика, изпълнявана от военни оркестри, дирижирани от чужденци, навлязла бързо в България. По това време се раждат прекрасни училищни песни. Учителят по музика Панайот Пипков създава музиката на „Химна на св. св. Кирил и Методий“ по стихове на Стоян Михайловски. В края на XIX и началото на XX век са написани и поставени първите български опери.